# Carl Björnstjerna (1886–1982)
|  | Hästsportsportalen |

Carl Johan Magnus Björnstjerna, född 7 april 1886 i Livgardet till häst församling, Stockholm, död 20 februari 1982 i Oscars församling, Stockholms stad, var en svensk greve, militär och ryttare. 

## Biografi
Carl Björnstjerna blev löjtnant vid Livregementets dragoner 1909 och studerade vid Krigshögskolan 1915-1917. Han blev kapten och stabsadjutant vid Generalstaben 1921, ryttmästare vid Livregementets dragoner 1921, major 1928 och överadjutant vid generalstaben 1930, överstelöjtnant 1933 och militärattaché i London, Paris och Bryssel åren 1933–1935 samt slutligen överste 1935 och chef för Norrlands dragonregemente 1935–1940. År 1942 inträdde han i reserven och lämnade reserven 1946. Efter att Nazityskland ockuperat Norge under andra världskriget krävde de tillgång till svenska telegraflinjer, varför Sverige kunde avlyssna tysk trafik efter att krypteringen knäckts. På eget initiativ läckte Björnstjerna innehållet till den brittiske marinattachén Henry Denham.
Björnstjerna blev olympisk bronsmedaljör i Amsterdam 1928.
Han var son till översten greve Gustaf Björnstjerna (1847–1942) och Ellen, född Jonzon (1858–1932). Han var gift första gången 1915–1954 med Sonja Wallenberg (1891–1970) – dotter till Marcus Wallenberg – och andra gången från 1956 med Sonja Nilsson. I första giftet föddes fyra döttrar.

## Utmärkelser

### Svenska utmärkelser
- Konung Gustaf V:s jubileumsminnestecken med anledning av 70-årsdagen, 1928.[7]
- Kommendör av första klass av Svärdsorden, 15 november 1941.[2]
- Kommendör av andra klass av Svärdsorden, 15 november 1938.[2]
- Riddare av Svärdsorden, 6 juni 1927.[2]
- Riddare av Vasaorden, 16 juni 1933.[2]
- Riddare av Johanniterorden i Sverige, senast 1962.[3]
- Konung Gustaf V:s olympiska minnesmedalj, 1912.[2]

### Utländska utmärkelser
- Riddare av Belgiska Leopoldsorden, senast 1931.[7]
- Riddare av Danska Dannebrogorden, senast 1940.[8]
- Tredje klassen av Estniska Örnkorset, senast 1940.[8]
- Kommendör av andra klassen av Finlands Vita Ros’ orden, senast 1940.[8]
- Officer av Franska Hederslegionen, senast 1940.[8]
- Riddare av Italienska kronorden, senast 1921.[9]
- Kommendör av Lettiska Tre Stjärnors orden, senast 1940.[8]
- Officer av Litauiska Storfurst Gediminas orden, senast 1940.[8]
- Officer av Nederländska Oranien-Nassauorden, senast 1940.[8]
- Officer av Polska Polonia Restituta, senast 1940.[8]
- Riddare av första klassen av Norska Sankt Olavs orden, senast 1940.[8]
- Kommendör av Storbritanniska Empireorden, senast 1955.[10]
- Kommendör av Tyska örnens orden, senast 1945.[11]